# Rode Vakbewegingsoppositie
De Rode Vakbewegingsoppositie (RVO) was een Nederlandse communistische vakbeweging opgericht in 1931. Ze was aan de Communistische Partij van Nederland (CPH/CPN) gelieerd. CPN-leider Paul de Groot had de leiding over de RVO. De leden van de RVO waren zowel binnen als buiten de bij het sociaaldemocratische Nederlands Verbond van Vakverenigingen (NVV) aangesloten bonden actief. Lidmaatschap van de RVO werd beschouwd als grond voor royement door de vakbondsbesturen van de NVV. Het centrale orgaan van de RVO was de krant De Roode Vaan.
De RVO was opgericht naar voorbeeld van de Duitse Revolutionäre Gewerkschafts-Opposition (RGO) en overeenkomstig de strategie van de Rode Vakbondsinternationale (RVI). Door middel van de RVO kregen de communisten aanzienlijke invloed in verschillende stakingsbewegingen, waaronder de IJmuidense haven- en visserijstakingen 1933, de stukadoorsstaking 1933 en de Twentse textielstakingen 1931/1932. Daarbuiten bleef de invloed beperkt, mede door de uitsluiting van de NVV.
De RVO werd in 1936 opgeheven na een koerswijziging in de vakbewegingspolitiek van de CPN. Er werd vanaf dat moment ingezet op samenwerking met sociaaldemocraten in de NVV, daartoe werd een zelfstandige organisatie als belemmering gezien.

## Publicaties
Naast het centrale orgaan, De Roode Vaan, werd door de RVO ook in bedrijfstakken kranten uitgegeven, waaronder:
- De Roode Bouwer. Uitgave van RVO-Bouwvak.
- De Bouwstrijder. Maandblad voor oppositioneele bouwvakarbeiders.
- De Stootbalk. Uitgave van RVO-Tram, Rotterdam.
- De Moker. Uitgave van RVO-Gemeentebedrijven, Arnhem.
- De Bedrijfs-arbeidster. Uitgave van RVO district Noord-Holland-Utrecht, onder leiding van de commissie van fabrieks- en atelierarbeidsters.
- De Zeeslaaf. Uitgave van RVO-Zeelieden, Rotterdam.
- De Schoonmaak. Uitgave van de RVO-groep Wasch-, Schoonmaak-, Bad- en Zwemdienst.
- De Roode Kabel. Uitgave van RVO-groep van de Draad- en Kabelfabriek.
- De Mangel. Uitgave van RVO en RVO-Jeugd.
- De Blikschaar. Uitgave van RVO en RVO-Jeugd, verspreid bij de Firma Heinrich te Rotterdam.
- Het Snijmes. Uitgave van RVO-Jeugd.
- De Roode Wigwam. Uitgave van RVO-Jeugd.